# Offenburg
Offenburg es también el nombre alemán de Baia de Arieș en Rumanía.
Ofenburgo (en alemán y oficialmente Offenburg) es una ciudad del estado federado de Baden-Wurtemberg, en Alemania. Con una población cercana a los 60.000 habitantes, es la mayor ciudad y la capital del distrito de Ortenau.
Dispone de una universidad especializada en ciencias aplicadas y de una estación en la línea ferroviaria del valle del Rin, entre Karlsruhe y Basilea.

## Geografía
Offenburg se encuentra cerca del Rin, entre Karlsruhe y Friburgo, y limita con la ciudad francesa de Estrasburgo, situada en la orilla occidental del río. La ciudad se halla a la entrada del valle del río Kinzig, que nace en la Selva Negra y se convierte en afluente del Rin en las proximidades de Kehl.

## Historia
La primera mención de Offenburg en documentos históricos data de 1148. Hacia 1240 ya había sido declarada Ciudad imperial libre. En la guerra de los nueve años, fue destruida en su totalidad por las tropas francesas en septiembre de 1689. En 1803 perdió su categoría de ciudad libre y pasó a dominio del Gran Ducado de Baden.
Al estallar la revolución alemana de 1848, el "Programa de Offenburg" (que contenía trece peticiones "en el nombre del pueblo de Baden") fue hecho público en la posada Salmen el 12 de septiembre de 1847. Fue la primera petición democrática en Alemania, y junto con las Resoluciones de Karlsbad demandaba derechos tanto básicos como humanos, así como libertad de prensa y una estructura fiscal progresiva. El 19 de marzo de 1848, las peticiones del programa de Offenburg fueron confirmadas por los 20.000 miembros de la Asamblea del Pueblo de la ciudad. 

## Política

### Alcaldes
- Gustav Rée (1945–49)
- Karl Heitz (1949–75)
- Martin Grüber (1975–92)
- Dr Wolfgang Bruder (1992–2002)
- Edith Schreiner (2003-2018)
- Marco Steffens (2018-

### Representantes en el Parlamento federal
- Dr. Wolfgang Schäuble (CDU)

## Economía
Offenburg es la sede de la Hubert Burda Media, una importante editorial y grupo de comunicación alemana.

## Cultura y atracciones turísticas
Existen numerosos puntos de interés turístico e histórico en Offenburg, entre los que destacan:
- La posada Salmen
- El convento de los capuchinos.
- La Ritterhaus, una casa señorial de 1784 que actualmente alberga los archivos municipales y un museo.
- Los baños judíos (Mikwe): una casa de baños que ha pertenecido históricamente a la comunidad judía. Supuestamente medieval, las últimas investigaciones al respecto han señalado que data del siglo XVI o XVII[2]
- El antiguo Palacio Real (Königshof) construido por Michael Ludwig Rohrer, actualmente la comisaría de policía.

## Personajes ilustres
- Kurt Baschwitz, periodista judío
- Atika Bouagaa, jugadora de voleibol
- La familia Burda
  - Aenne Burda, ciudadana honoraria
  - Franz Burda I. (Franz Burda), fundador de la corporación Hubert Burda Media y ciudadano honorario
  - Hubert Burda, ciudadano honorario
- Felix Roth, jugador de fútbol
- Emil Sutor, escultor
- Hermann Vallendor, as de la I Guerra Mundial
- Madeline Juno, cantante

## Ciudades hermanadas
Offenburg está hermanada con:
- Borehamwood, Reino Unido
- Pietra Ligure, Italia
- Altenburg, Alemania

Para más información puede consultarse http://de.wikipedia.org/wiki/Offenburg#St.C3.A4dtepartnerschaften